# Barnstorf
Barnstorf (Plattdeutsch: Baarnstrup) ist ein Flecken und der Verwaltungssitz in der gleichnamigen Samtgemeinde im Landkreis Diepholz in Niedersachsen.

## Geographie

### Geographische Lage
Barnstorf liegt zwischen dem Naturpark Dümmer und dem Naturpark Wildeshauser Geest, ungefähr mittig zu Bremen und Osnabrück. Westlich der Ortschaft befindet sich das Große Moor. Durch den Ort fließt die Hunte.

### Fleckengliederung
Zum Flecken Barnstorf gehören die Ortsteile Aldorf, Dreeke/Mäkel und Rechtern.

## Klima
In Barnsdorf herrscht ein durch feuchte Nordwestwinde von der Nordsee beeinflusstes gemäßigtes Seeklima mit milden Wintern, warmen Sommern und ganzjährig gleichmäßig verteilten, mäßigen Niederschlägen. Die Sommer sind häufig trocken und sonnig, während im Winter gelegentlich Schnee fällt.
Im Jahre 2023 betrug die durchschnittliche Temperatur 11,2 °C. Sie ist tendenziell steigend. Sie betrug in den letzten zehn Jahren durchschnittlich 10,6 °C und in den letzten 100 Jahren waren es durchschnittlich 9,2 °C.
Zwischen Mai und August kann mit durchschnittlich 20–25 Sommertagen (klimatologische Bezeichnung für Tage, an denen die Maximaltemperatur 25 °C übersteigt) gerechnet werden.
Es gibt je nach Messmethode und Definition durchschnittlich etwa 1627–2275 Sonnenstunden pro Jahr.
Es fällt jährlich ca. 700 mm Niederschlag.

## Geschichte
Archäologische Funde belegen, dass die Gegend um Barnstorf herum seit der Jungsteinzeit besiedelt ist. Das Ganggrab von Düste wurde hierhin versetzt. Nachdem ab 780 n. Chr. von Karl dem Großen neun Missionssprengel zur Christianisierung der unterworfenen Sachsen errichtet worden waren, wurden von der Missionszelle Visbek aus durch Abt Gerbert Castus die ersten Kirchengemeinden in der Umgebung gegründet. Zu diesen zählte im Lerigau die Pfarrkirche Barnstorf.
Urkundlich erwähnt wird Barnstorf erstmals 890. Wegen der Grenznachbarschaft der Bistümer Osnabrück und Münster wurde der Ort mehrfach Schauplatz der Befehdungen. Barnstorf war ab dem 15. Jahrhundert Teil der Grafschaft Diepholz, kam aber später an die Herzöge von Braunschweig. Barnstorf erhielt um 1550 herum die Fleckensrechte von den Grafen von Diepholz. Nach dem Aussterben der gräflichen Diepholzer Linie 1585 wurden die Fleckensrechte 1592 durch Herzog Ernst von Braunschweig-Lüneburg bestätigt.
Nach der französischen Besetzung kam die Ortschaft und die umliegenden Weiler an das Königreich Hannover. Die Ortschaft wurde 1872 an die Bahnlinie Bremen–Osnabrück angeschlossen. 1952 fanden erste Erdöl- und Erdgasbohrungen durch die Wintershall AG statt. 1964 stationierte die Bundeswehr hier das Flugabwehrraketenbataillon 25, das 2005 wieder abgezogen wurde. Seit 1974 ist Barnstorf der Sitz der Samtgemeinde Barnstorf.

### Ortsname
Ein schwer datierbares Schriftzeugnis aus dem 9. oder 10. Jh. lautet Bernatheshusen und dürfte das erste sein. 980 ist Bernesthorpe verschriftlicht. Es liegt der germanische Personenname Bernant zugrunde.

### Eingemeindungen
Am 1. März 1974 wurden mit der Gebietsreform in Niedersachsen die Gemeinden Aldorf, Dreeke und Rechtern eingegliedert.

## Politik

### Gemeinderat
Der Rat des Fleckens Barnstorf besteht aus 19 Ratsfrauen und Ratsherren. Dies ist die festgelegte Anzahl für die Mitgliedsgemeinde einer Samtgemeinde mit einer Einwohnerzahl zwischen 6.000 und 7.000 Einwohnern. Die neunzehn Ratsmitglieder werden durch eine Kommunalwahl für jeweils fünf Jahre gewählt. Die aktuelle Amtszeit begann am 1. November 2021 und endet am 31. Oktober 2026.
Die letzten Gemeinderatswahlen ergaben folgende Sitzverteilungen:
| Partei                | 2021 | 2016 |
| --------------------- | ---- | ---- |
| CDU                   | 5    | 5    |
| SPD                   | 6    | 5    |
| WGB                   | 2    | 3    |
| Bündnis 90/Die Grünen | 4    | 3    |
| FDP                   | 2    | 3    |
| Einzelbewerberin Fuhs | -    | 0    |

### Bürgermeister
Der Rat wählte das Ratsmitglied Fredy Albrecht (SPD) zum ehrenamtlichen Bürgermeisterin für die aktuelle Wahlperiode.
bisherige Amtsinhaber:
- 1882–1903: W. Plümer

- 1903–1916: F. Plümer
- 1916–1919: A. Strahmann
- 1919–1922: O.Kuckuck
- 1922–1934: H. Gröne
- 1936–1945: L. Wetenkamp
- 1945–1946: H. Gröne
- 1946–1952: M. Stockinger
- 1953: L. Wetenkamp
- 1954–1968: M. Stockinger
- 1968–1994: Rudolf Dunger (FDP)
- 1994–1996: Erika Meyer (FDP)
- 1996–2001: Brigitte Dierker (SPD)
- 2001–2011: Peter Luther (CDU)
- 2011–2021: Elke Oelmann (Bündnis 90/Die Grünen)
- seit 2021 Fredy Albrecht (SPD)

### Wappen
| Wappen von Barnstorf | Blasonierung: „Auf rotem Grunde einen blau gekrönten und bewehrten goldenen Löwen, der in den Vorderpranken ein silbernes Kreuz hält.“ |
| Wappen von Barnstorf | Wappenbegründung: Das silberne Kreutz ist der Kirche gewidmet, die blauen Krallen, Krone und die blaue Zunge stehen für die Hunte.     |

## Kultur, Sehenswürdigkeiten, Veranstaltungen

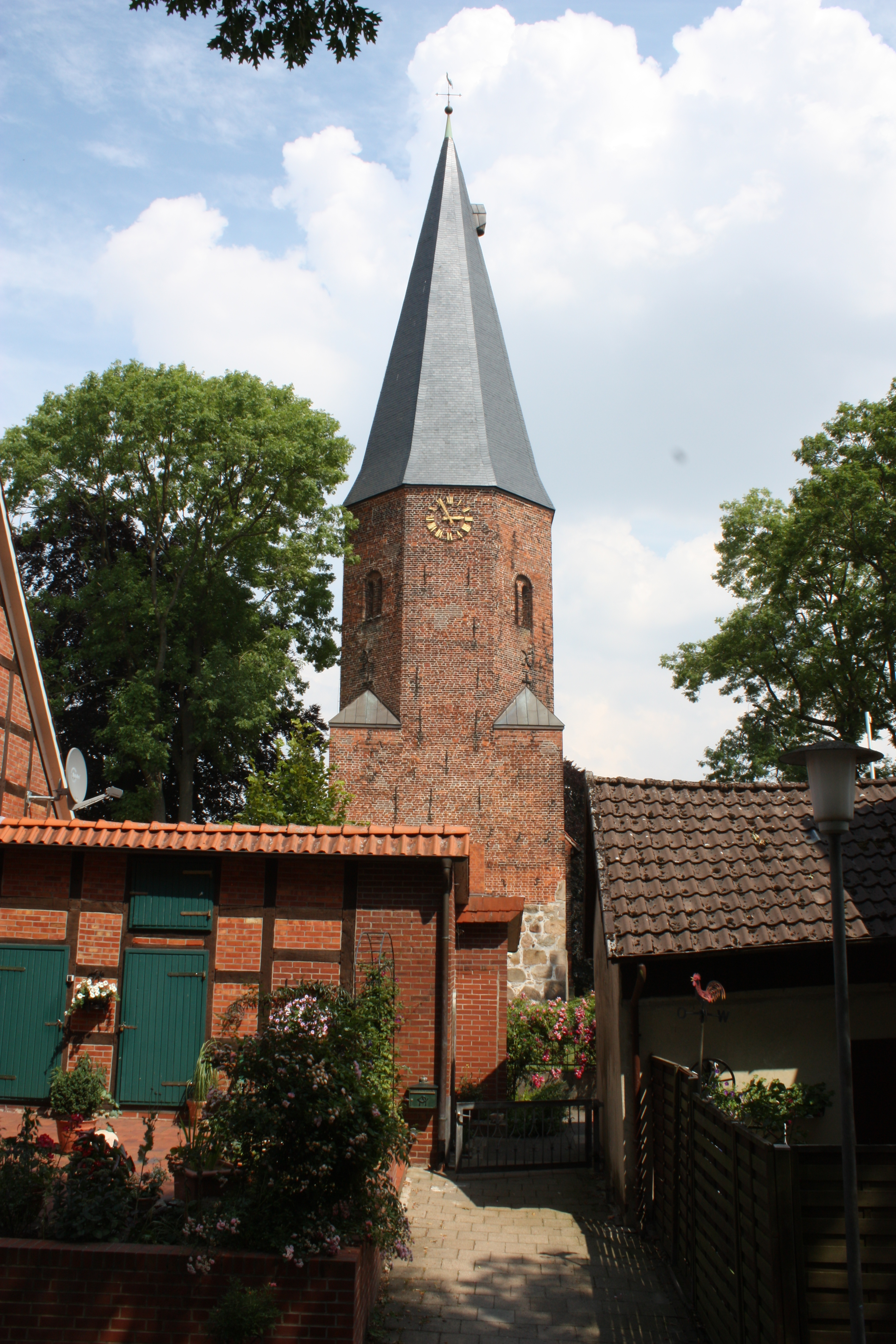
St. Veit-Kirche in Barnstorf

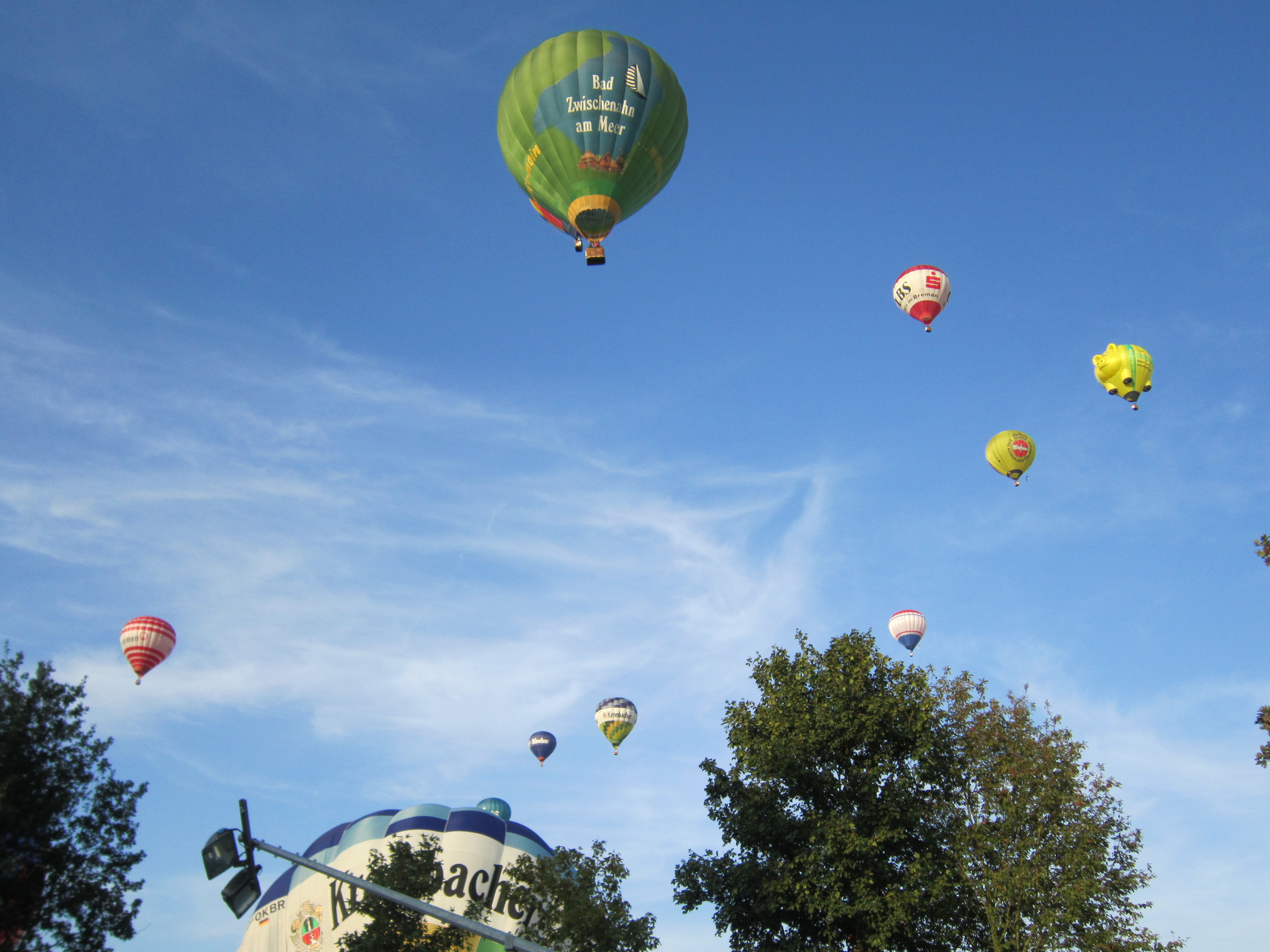
BBFF-Heißluftballons, 2011

- Ev.-luth. St.-Veit-Kirche in Backstein, spätromanische Saalkirche
- Keunecke-Haus von 1784 in Fachwerk, eines der ältesten Häuser, Kirchstraße 14.[13]
- Katholische Kirche St. Barbara und Hedwig, Am Rosengarten
- Grabsteine auf dem alten Friedhof aus dem 18./19. Jahrhundert
- Jüdische Friedhof in Barnstorf, Am Rosengarten, einer von acht gut erhaltenen jüdischen Friedhöfen im Landkreis Diepholz mit zwölf Grabsteinen von 1876 bis 1936
- Meyer-Köster-Haus, ehem. Hofstelle bei der Katholischen Kirche, die zu einem Heimatmuseum und Veranstaltungsort umgewandelt wurde. Auf dem Grundstück befinden sich zahlreiche historische landwirtschaftliche Gebäude aus der Region.[14]
- Ganggrab von Düste, bald nach seiner Ausgrabung abgetragen und im Naherholungsgebiet nordwestlich von Barnstorf originalgetreu wieder aufgebaut
- Sieben Stolpersteine von Gunter Demnig, siehe Liste der Stolpersteine in Barnstorf

Veranstaltungen
- Barnstorfer Ballonfahrer Festival, alle zwei Jahre im Sommer als Fahrt um den Niedersachsen Cup
- Huntezauber, alle zwei Jahre
- Barnstorfer Frühlingserwachen mit Vergnügungsmarkt, jährlich am zweiten Wochenende im April
- Gartentage im Barnstorfer Umwelt-Erlebnis-Zentrum (BUEZ)

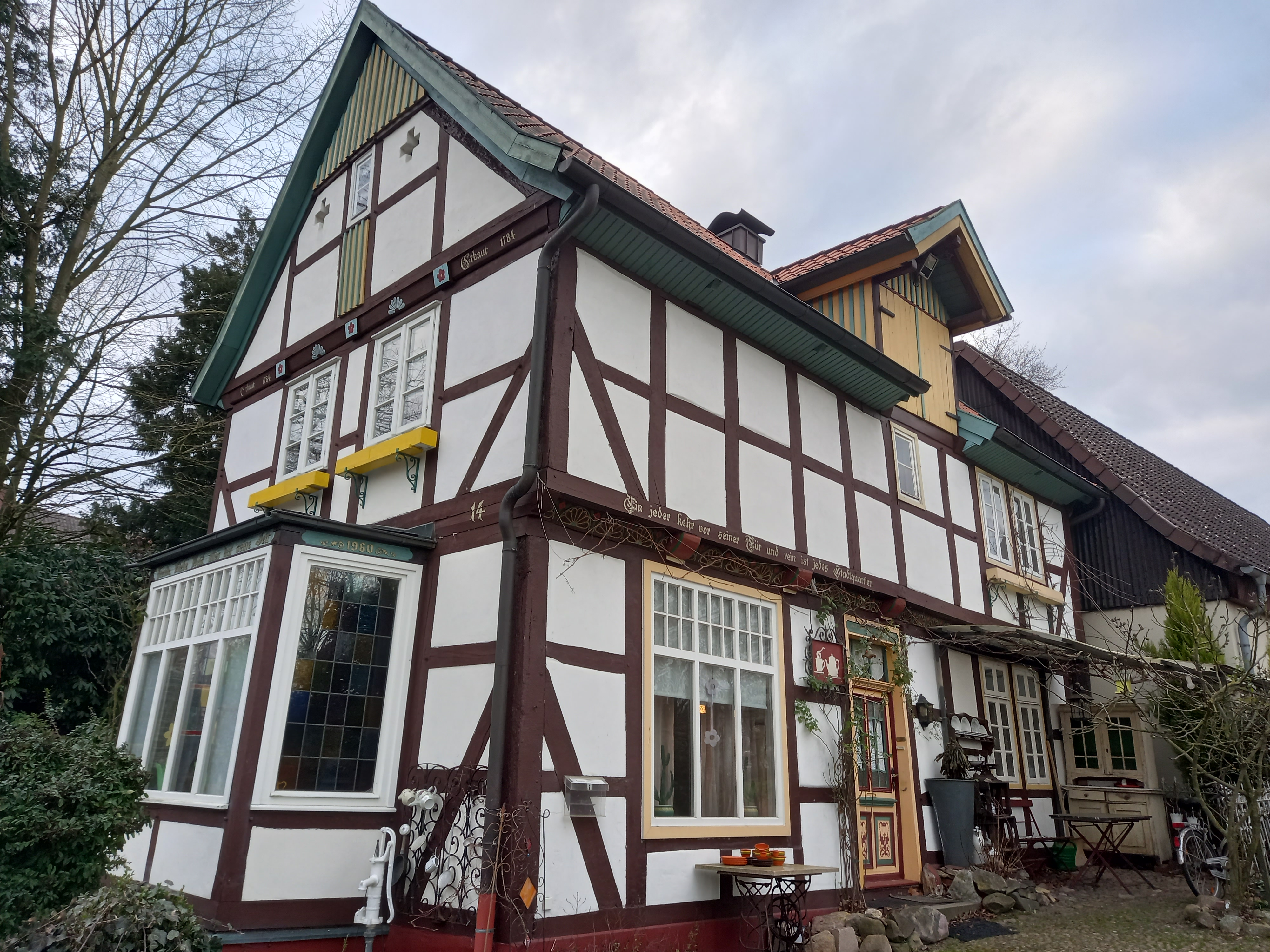
Keuneckhaus, Kirchstraße 14 bei der St. Veitkirche
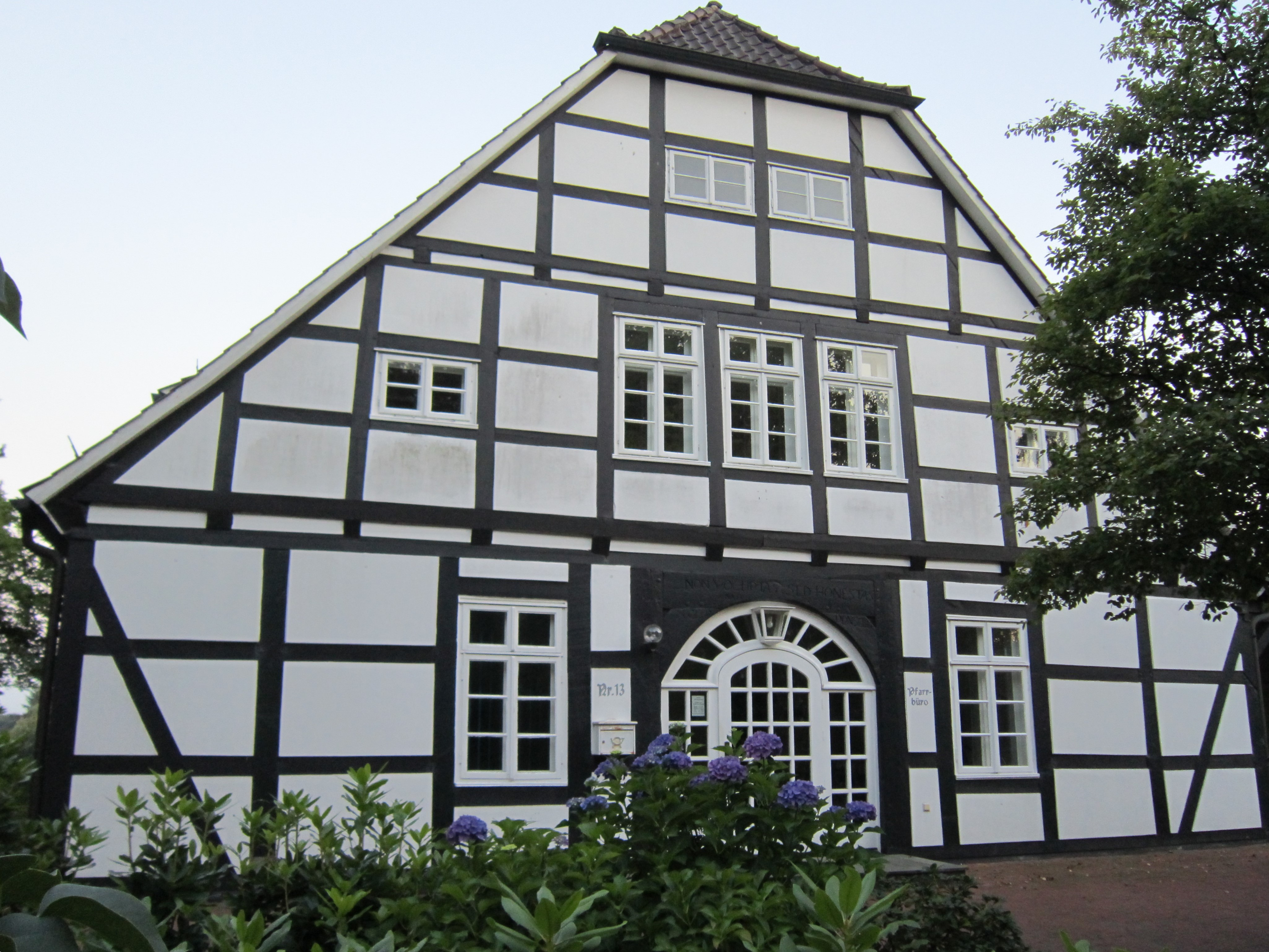
Pastorat St. Veitkirche, Kirchstraße 13
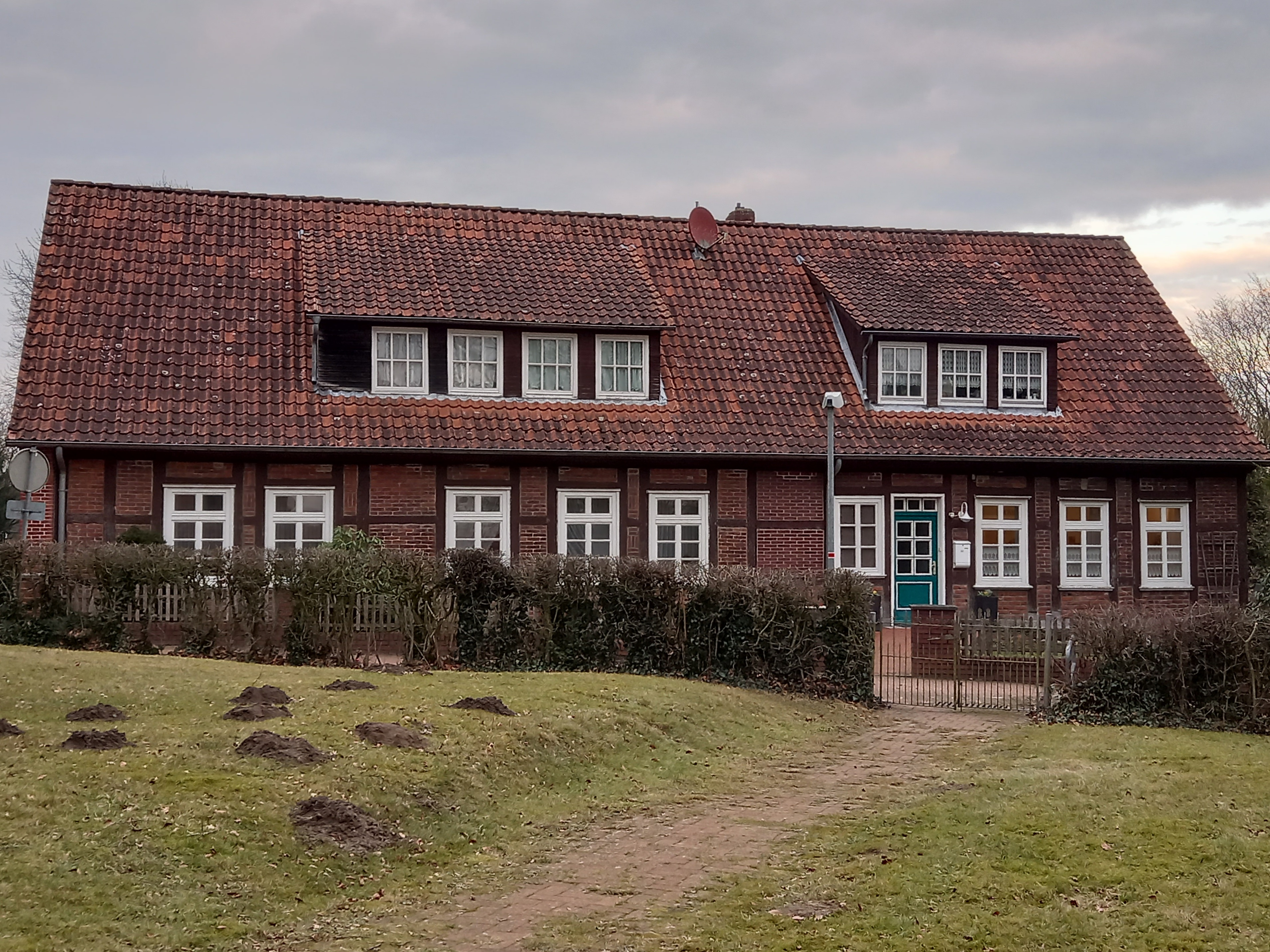
Fachwerkhaus auf dem Kirchhügel

## Wirtschaft und Infrastruktur

### Wirtschaft
Tourismus
2007 wurde ein von der Samtgemeinde Barnstorf in Auftrag gegebenes Gutachten veröffentlicht, das sich mit dem Wassertourismus auf der Hunte zwischen dem Dümmer und der Stadt Wildeshausen befasst. An den Wehren wurden daraufhin Kanueinsetzstellen geschaffen.

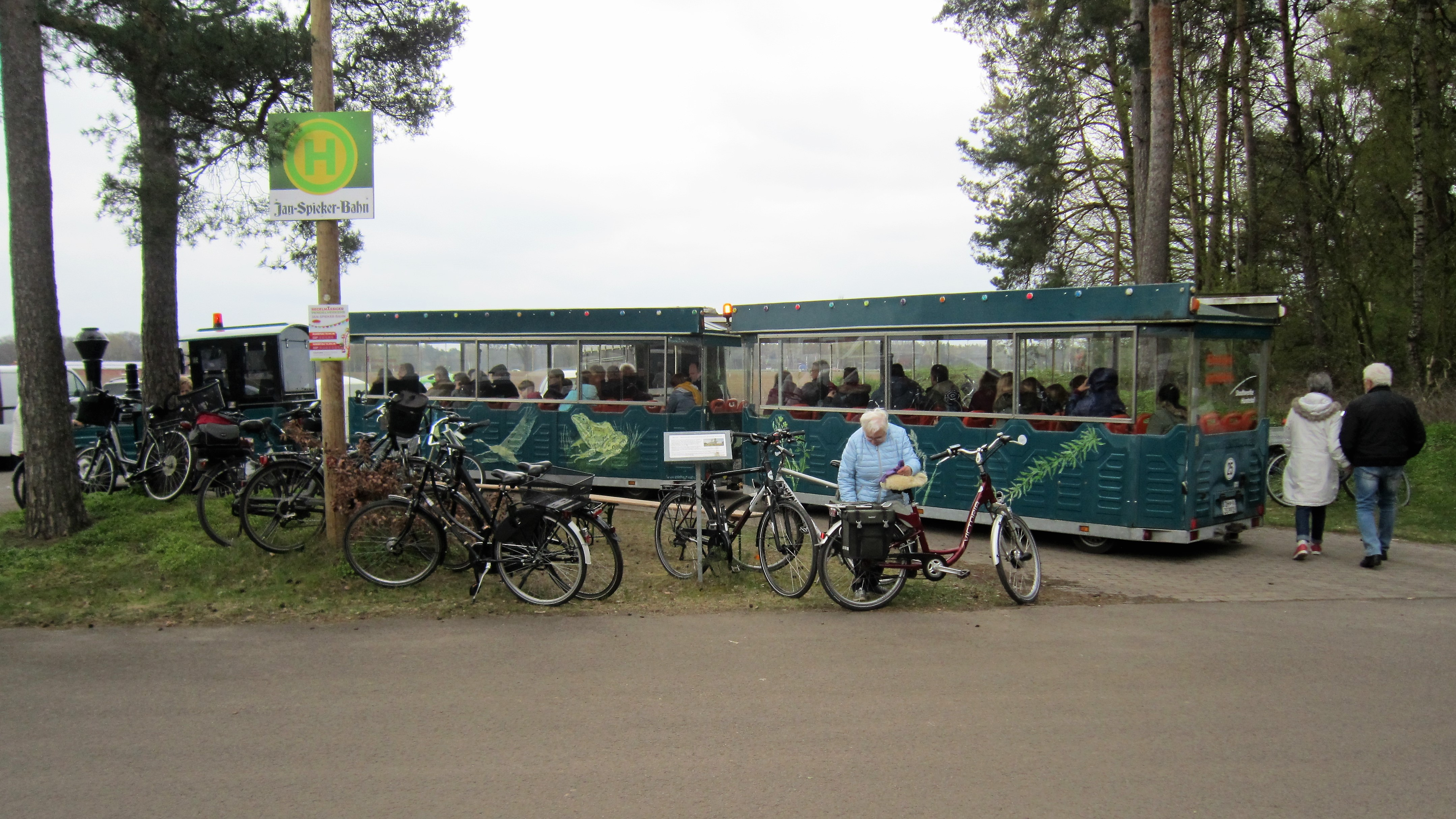
Jan-Spieker-Bahn an der Haltestelle BUEZ

Barnstorf ist Station des überregionalen Brückenradwegs (Osnabrück ↔ Bremen). Zudem ist Barnstorf Ausgangspunkt des Radrundwegs Erdölroute, der über 32 Kilometer durch die Samtgemeinde Barnstorf führt und an mehreren Stationen unterschiedliche Facetten der Öl- und Gasförderung vorstellt. Für den Radtourismus ist außerdem in jeder Mitgliedsgemeinde ein Teilstück der Puzzle-Tour ausgewiesen, die auch miteinander kombiniert werden können.
Ansässige Unternehmen

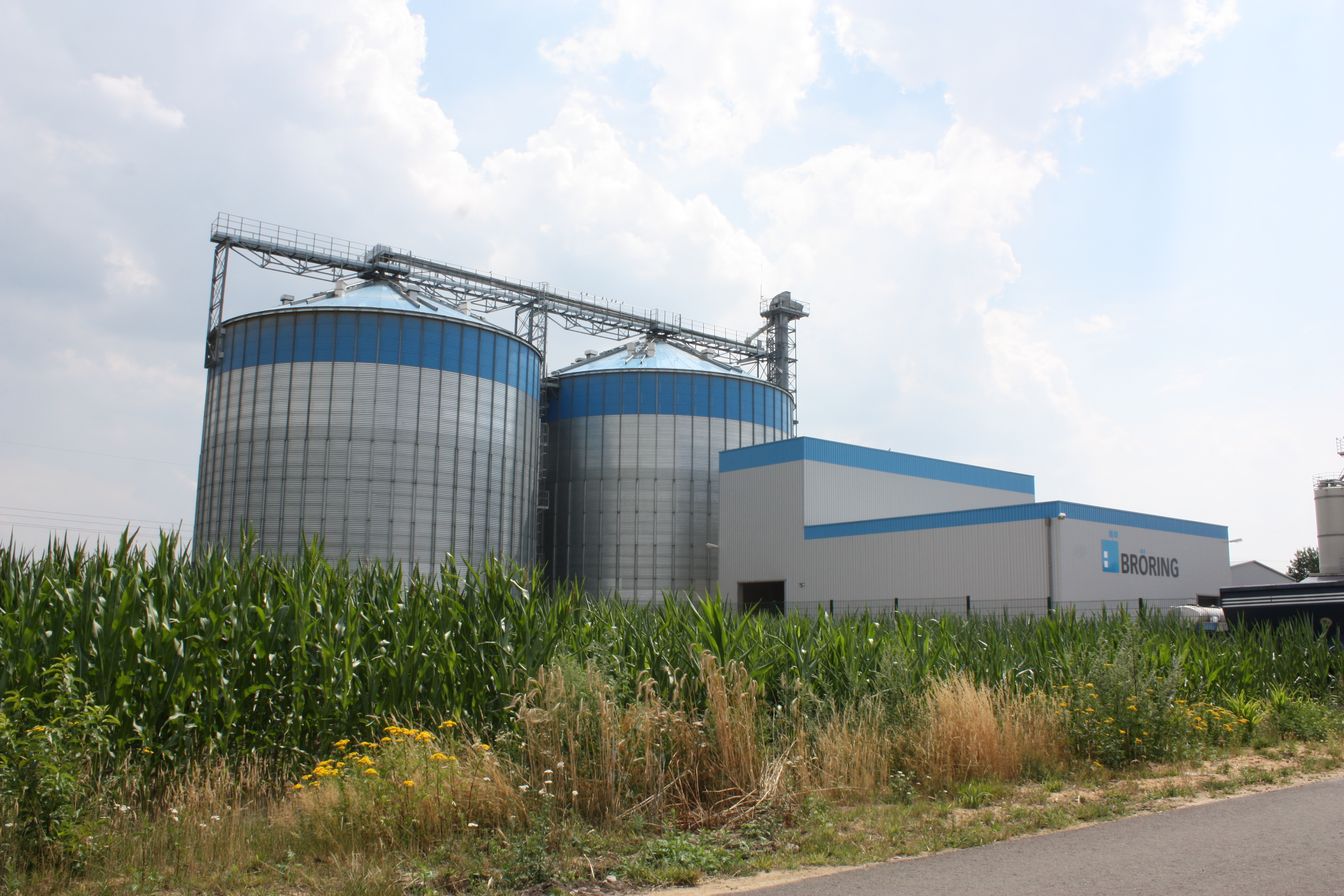
Fa. Bröring

- Wintershall (Erdöl- und Erdgasproduzent)[18]
- LR Facility Services (Handwerks- und Gebäudedienstleistungsunternehmen)
- Bröring (Futtermittelproduktion und Agrarhandel)
- BTB Baustoffe-Transporte GmbH (International tätige Spedition)
- Lubing (Maschinenbau mit Schwerpunkt Agrarindustrie)
- Protec Kunststoff-Produktionstechnik GmbH

### Verkehr

#### Straßen
- Die Bundesstraße 51, die von Bremen über Bassum und Diepholz nach Osnabrück führt, verläuft durch den Ortskern von Barnstorf. Das Planfeststellungsverfahren für den Bau einer Umgehungsstraße wurde im Sommer 2010 aus städtebaurechtlichen Gründen eingestellt.[19][20] Die Planungen laufen weiter, eine neue Trassenführung wurde allerdings noch nicht festgelegt. Auf der alten Trasse wurden mittlerweile eine Sporthalle und zwei Wohngebiete errichtet.
- Die Entfernung zur nächsten Autobahnauffahrt an der A 1 (Bremen–Osnabrück) beträgt über die B 51 und die B 214 32 km.

#### Bahn
Der Bahnhof Barnstorf (Han) ⊙ liegt an der Bahnstrecke Wanne-Eickel–Hamburg, die am 15. Mai 1873 eröffnet wurde. Das Empfangsgebäude, das bis heute besteht, wurde 1872 eingeweiht. Die Umgestaltung von Bahnhof und Platz gilt als beispielhaft für die Aufwertung kleinerer Bahnstationen durch kommunales oder privates Engagement. 2011 verfügte er über weniger als tausend Ein- und Ausstiege pro Tag. Heute verkehrt hier der Regional-Express RE 9 (Osnabrück–Bremen–Bremerhaven). Der Zusatz (Han) im Stationsnamen, bezieht sich auf die Zugehörigkeit des Ortes zum Königreich Hannover, welches von 1814 bis 1866 bestand.

#### Bus
Barnstorf wird von einer Buslinie (Linie 125) nach Diepholz und Twistringen durch DH-Bus bedient.

### Bildung
- Grundschule Barnstorf
- Christian-Hülsmeyer-Schule – Oberschule mit gymnasialem Zweig

### Soziales
- Kindertagesstätte Die kleinen Strolche, private Elterninitiative
- DRK-Kindergarten Villa Kunterbunt
- DRK-Kindergarten Holzwurm
- Jugendzentrum Barnstorf in der Kirchstraße
- Jugendpflege Samtgemeinde Barnstorf
- Mehrgenerationenhaus

### Sport
In Barnstorf gibt zahlreiche Sportvereine:
- MTV Jahn von 1891 Barnstorf e. V. (Mehrspartensportverein mit überregional spielender Handball-Herrenmannschaft HSG Barnstorf-Diepholz)
- Barnstorfer Sportverein e. V. (Fußball-Verein von 1929)
- Schwimmgemeinschaft Barnstorf e. V. (Schwimmverein von 1972)
- Reitclub Donstorf-Drentwede e. V. (Reithalle in Rechtern)
- Fischereiverein Barnstorf e. V.
- RV „Blitz“ Barnstorf (Radsportverein von 1900 mit Schwerpunkt Radball/Radpolo)
- Schachgesellschaft Barnstorf e. V.

## Söhne und Töchter der Gemeinde
- Walter Steffens (1908–2006), Turnolympiasieger 1936
- Oswald Brinkmann (1930–2017), 1971 bis 1987 Senator für Häfen, Schifffahrt und Verkehr der Freien Hansestadt Bremen
- Martin Oldenstädt (1924–2004), deutscher Ingenieur und Bundestagsabgeordneter